# 菲蒂略
菲蒂略（法語：Fitilieu，法語發音：[fitiljø]）是法国伊泽尔省的一个旧市镇，位于该省北部，属于拉图尔迪潘区。2016年1月1日，菲蒂略与相邻的两个市镇合并为新市镇多菲内地区莱萨布雷（Les Abrets en Dauphiné）。

## 地理
菲蒂略（45°32'48"N, 5°33'42"E）面积10.01 平方千米，位于法国奥弗涅-罗讷-阿尔卑斯大区伊泽尔省，该省份为法国东南部内陆省份，北起顺时针与安省、萨瓦省、上阿尔卑斯省、德龙省、阿尔代什省、卢瓦尔省和罗讷省。
与菲蒂略接壤的市镇（或旧市镇、城区）包括：拉巴蒂蒙加斯孔、希米兰、圣安德烈-勒加兹。

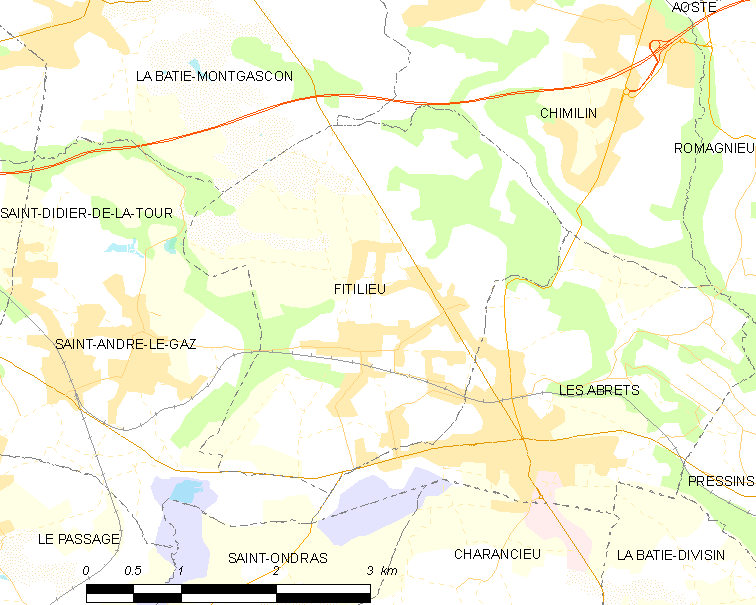
菲蒂略的OSM定位图

菲蒂略的时区为UTC+01:00、UTC+02:00（夏令时）。

## 行政
菲蒂略的邮政编码为38490，INSEE市镇编码为38165。

## 政治
菲蒂略所属的省级选区为沙特勒斯-吉耶县。

## 人口

1962-2008年间菲蒂略人口变化图示

菲蒂略于2018年1月1日时的人口数量为1925人。